# Route 3A (Terre-Neuve-et-Labrador)
Pour les articles homonymes, voir Route 3A.
La route 3A est une route secondaire de la province de Terre-Neuve-et-Labrador, située dans l'est de l'île de Terre-Neuve, à l'ouest de Saint-Jean, dans la ville banlieue de Mount Pearl. Elle relie la route transcanadienne, la route 1, à la rue Kenmount. Elle est une route moyennement empruntée, et possède les standards autoroutiers sur l'entièreté de son tracé de 2,1 kilomètres.

## Tracé
La route 3A débute à la sortie 45 de la route 1, nommée Outer Ring Road, dans le parc Pippy. Elle se dirige vers le sud en étant une autoroute, en passant sous la route 50, la rue Thorburn, puis elle possède un échangeur avec la rue Goldstone. Elle se termine 1 kilomètre au sud, alors qu'elle possède un échangeur avec la rue Kenmount.

## Projets Futurs
L'échangeur avec la rue Kenmount est étrange, puisqu'il possède de longues boucles au lieu d'une simple intersection. Il est planifié de prolonger la route 3A vers le sud pour ainsi desservir Mount Pearl, pour connecter à la route 2. C'est pour cette raison que l'échangeur avec la rue Kenmount est étrange, pour qu'il puisse devenir un échangeur autoroutier standard une fois la route 3A terminée.

## Communautés traversées
- Mount Pearl